# Асигару

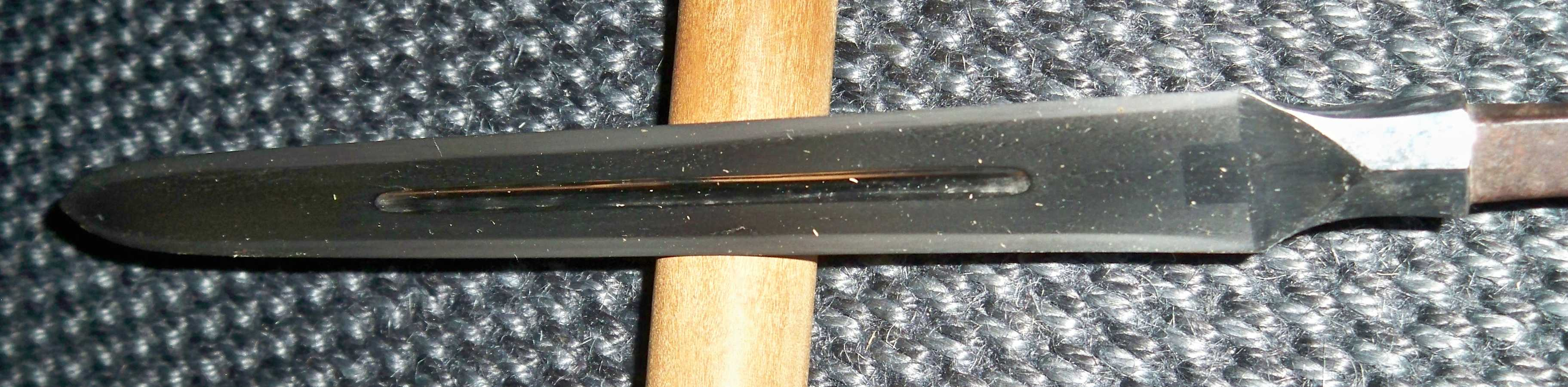
Лезо списа ярі

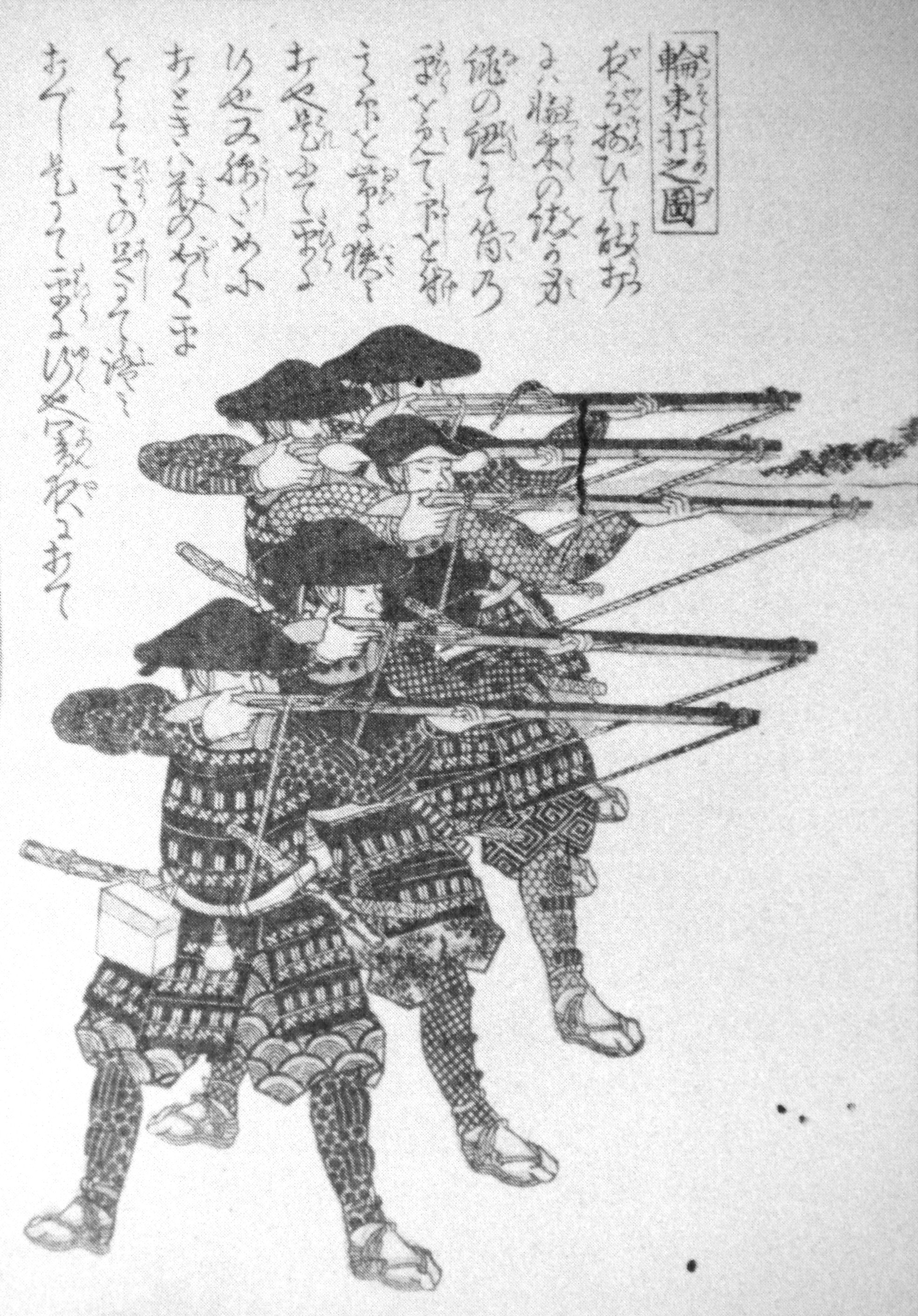
Формація ашіґару з аркебузами в час підготовки до обстрілу

Ашіґару (яп. 足軽, «легконогі» тобто без обладунків) — один з видів легкої піхоти в середньовічній Японії, в рядах ашіґару не служили самураї. Головною зброєю ашіґару були списи ярі, з розвитком технологій та зміні в воєнній тактиці ярі почали зникати з озброєння, на їх заміну прийшли аркебузи, зокрема японська аркебуза танеґашіма. Ашіґару були найчисленнішою частиною японської армії в період XVI — XIX століть та суттєво впливали на результат битв.

## Історія
Помітною силою в японській армії ашіґару стали в кінці XVI століття в зв'язку з появою великої кількості аркебуз на території Японії, це було пов'язано з появою європейських торговельних партнерів, таких як Португалія. З вдосконаленням озброєння почалось вдосконалення тактики і з роками ашіґару завдавали дедалі більше клопоту важкоозброєним самураям, сприяло цьому одразу декілька факторів — грамотний постріл пробивав обладунки та залишав жахливі поранення, можливість вести вогонь на дальніх дистанціях в сукупності з полегшеним процесом навчання (порівняно з великим луком) при грамотному командуванні ашіґару змушували ворогів йти в відчайдушний наступ або ж навпаки дозволяли тримати міцну оборону на дистанції.

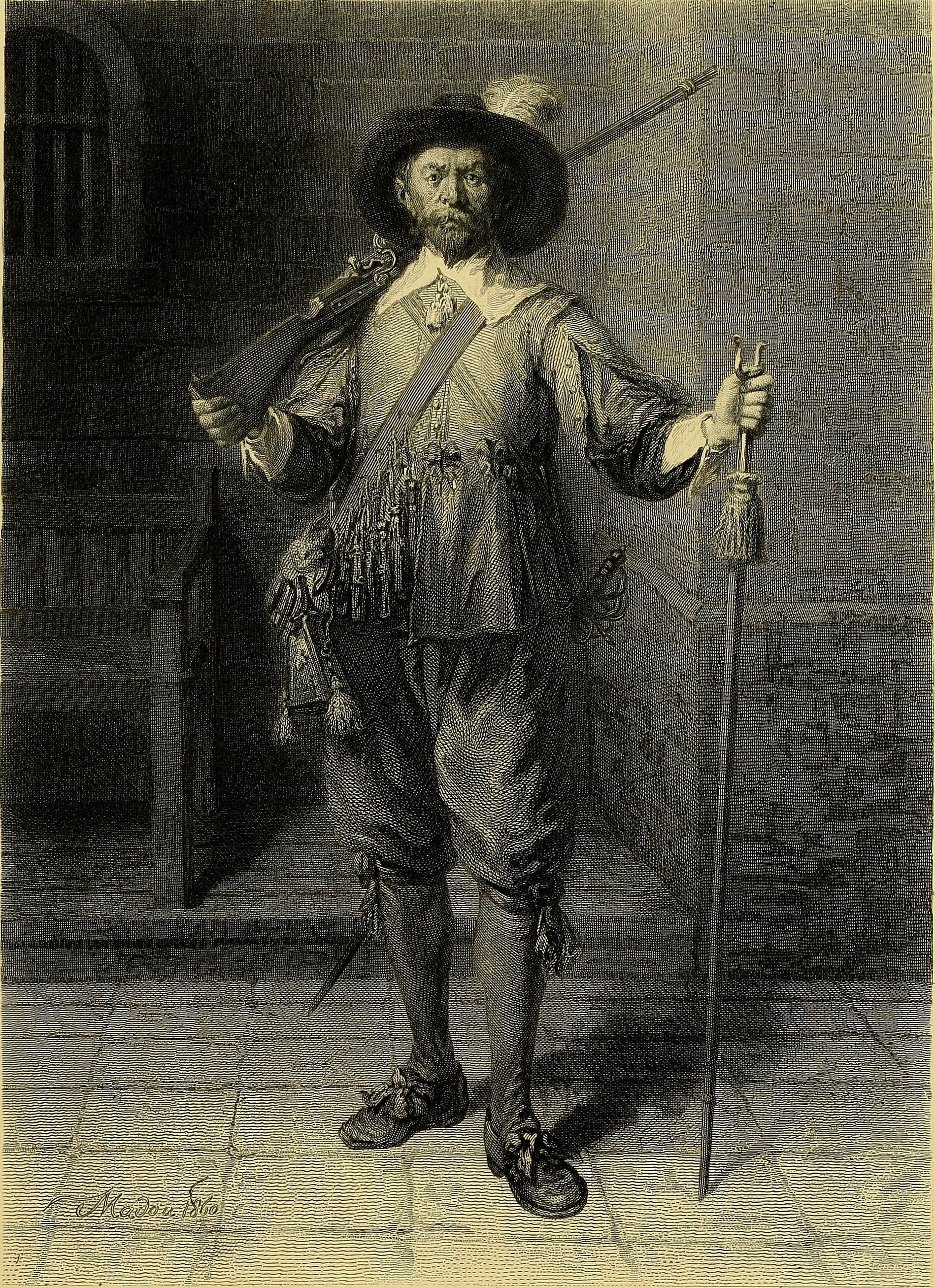
Європейський аркебузир XV — XVII для порівняння

До вище описаних подій ашіґару відігравали роль звичайної легкої піхоти, їх завдання полягало в утриманні позицій та протистояння ворожій кавалерії за допомогою ярі.
Переважно серед ашіґару служили безземельні селяни з вірою в отримання кращого соціального статусу по завершенню служби.

## Кінець епохи ашіґару
Після об'єднання Японії під владою династії Токуґава всі міжусобні війни зупинились і необхідність в наймі та, головне, утриманні ашіґару зникла.

## Ашіґару в масовій культурі

### Фільми
- Тінь воїна

### Ігри
- Total War: Shogun 2